# Adelina Sótnikova
Adelina Dmítriyevna Sótnikova (en ruso: Адели́на Дми́триевна Со́тникова, Moscú, 1 de julio de 1996) es una patinadora artística sobre hielo rusa retirada. Se coronó campeona absoluta de los Juegos Olímpicos de Sochi 2014 en patinaje artístico individual femenino. Fue la primera mujer rusa en ganar un oro olímpico en su deporte. Es también dos veces subcampeona de Europa (2013-2014), cuatro veces campeona de Rusia (2009, 2011–2012, 2014), medallista de bronce 2015 en la Copa Rostelecom, campeona del Mundo Junior (2011) y Subcampeona de los Juegos Olímpicos de la Juventud. Sotnikova era llamada una niña prodigio, ya que a la edad de 13 años realizaba complejas combinaciones de 3Lutz-3Loop, y 3s-3Loop. Ganó su primer oro en los Nacionales Rusos a la edad de solo 12 años, y su oro Olímpico a los 17.

## Vida personal
Nació en Moscú, su bisabuelo materno fue un piloto de combate y Héroe de la Unión Soviética, Alexandre Vasilevich Kochetov. Su padre es un oficial de Policía y su madre, ama de casa. Tiene una hermana. Adelina mencionó en entrevistas que a la edad de ocho años comenzó a debatirse entre la gimnasia y el patinaje, pero escogió con el patinaje artístico ya que puede mezclar la gimnasia en él.

## Inicios en el patinaje
Comenzó a patinar a la edad de cuatro años en la pista de patinaje Yuzhny en Moscú , cerca de su casa. Su primer entrenadora fue Anna Patrikeeva.
Cuando tenía ocho años, se mudó al CSKA. En 2004, la entrenadora Elena Bujanova (Vodorezova) comenzó a trabajar con ella.
En 2008, Adelina ganó el Campeonato de Rusia; la recompensa monetaria (10 mil rublos) recibida por la victoria, así como el dinero ganado en el futuro en hielo, Adelina lo gastó en el tratamiento de una hermana menor que padece una enfermedad genética. Adelina repitió los logros de su mentora Elena Vodorezova, quien se convirtió en la campeona de la URSS a la edad de 12 años (1976). Sin embargo, en aquellos días no había restricciones de edad, y Vodorezova participó después de la victoria en el Campeonato de Europa. Actualmente, hay un límite de edad de la ISU, según el cual los patinadores pueden participar en competiciones juveniles desde la edad de 13 años (si fue anterior al 1 de julio del año anterior a la competencia) en competiciones internacionales para adultos desde los 14 años (si fue antes del 1 de julio antes de la competencia), pero en los campeonatos de Europa, el Mundo y los Juegos Olímpicos de invierno a partir de los 15 años (si se cumplió antes del 1 de julio del año anterior a la competencia). Por lo tanto, Adelina no pudo participar en los torneos de la ISU hasta la temporada 2010-2011. Un mes más tarde, en enero de 2009, Sotnikova ganó los Nacionales Rusos en la categoría Junior. Después de la victoria, le prometió a Vladímir Putin que ganaría los Juegos Olímpicos y mantuvo su palabra después de 5 años.
La temporada siguiente, el declive fue seguido: Adelina tomó el cuarto lugar en el campeonato ruso y solamente sexto en el campeonato Junior de Rusia.

### Debut internacional junior 2010–2011
En su primer torneo internacional, en la etapa de la serie junior del Grand Prix 2010-2011 celebrado en Austria Adelina ganó por más de 10 puntos, por delante de su rival más cercana, la estadounidense Christine Gao. Además, su puntaje, 178.97 puntos, fue solo 0.27 menos que el récord mundial junior de Mao Asada. Adelina Ganó la final del Grand Prix Junior, liderando en ambos programas, y realizando en su Programa Libre una complicada cascada de triple lutz -3Loop y las tres rotaciones del nivel 4 más alto. A finales de diciembre de 2010, Sotnikova ganó el oro del Campeonato Nacional Ruso por segunda vez, y en febrero de 2011 ganó su primer Campeonato Mundial Junior, venciendo a su compañera rusa: Elizaveta Tuktamysheva.
De acuerdo con las reglas de la ISU, Adelina puede participar en los campeonatos Mundiales y Europeos "Senior" a partir de 2013, pero tenía derecho a participar en la serie Grand Prix de la temporada 2011-2012. Fue anunciada para los torneos de la Copa de China 2011 y la Copa de Rusia 2011, y ganó dos medallas de bronce en estas competiciones. En la final de la serie Grand Prix, no pasó, siendo la primera reserva. En diciembre de 2011, Adelina ganó el torneo internacional Senior por primera vez: en Sarajevo, y más tarde ganó su tercer oro Nacional.
En 2012, Sotnikova fue incluida en el equipo nacional para participar en los 1.er. Juegos Olímpicos de la Juventud en Innsbruck, donde ganó una medalla de plata.

## Debut senior 2013–2014
Durante su debut en el Campeonato Europeo en 2013, Adelina Sotnikova gana la Plata con un puntaje de 193.99 , perdiendo solo ante la campeona mundial de ese año Carolina Kostner , quien anotó 194.71 puntos. Adelina clasificó para el Mundial del 2013, pero falla en sus dos programas cayendo a la 9.ª posición. En los Campeonatos de Europa en 2014 volvió a ser medallista de plata, perdiendo solo ante su compatriota Yulia Lipnitskaya, Sotnikova estaba liderando el programa Corto con más de 70 puntos, pero una caída en su combinación del Programa Libre la desplazó al segundo lugar con 131.63 puntos en su Programa Libre.
En 2013, Adelina se graduó de la escuela secundaria y entró en el departamento de correspondencia de RSUFC (la futura especialidad es el entrenador de patinaje artístico)  .
3-4 de octubre de 2014 Adeline participó en las lecturas teatrales en línea " Karenina. Edición en vivo »  .

## Juegos Olímpicos 2014
En los Juegos Olímpicos de Sochi en 2014, Adelina no fue seleccionada para participar en el Torneo por Equipos. En la Competencia Individual , Sotnikova patinó "Carmen" para el programa Corto, quedando segunda por 0,28 puntos detrás de Kim Yuna , pero lideró el programa libre , ganando así los Juegos Olímpicos. La puntuación total para la suma de sus programas fue 224.59, y le entregó la primera medalla a Rusia en la historia del Patinaje Artístico sobre Hielo femenino.
Sotnikova realizó un Programa Libre técnicamente complejo (llamado "Rondo Capriccioso"), cometió  un error al realizar la cascada haciendo Step out (aterrizaje en dos pies), pero pudo mantener su liderazgo gracias a su Puntaje Base.
La inesperada victoria de Sotnikova sobre una de las favoritas (Yuna Kim, después de que Mao Asada, y Yulia Lipnitskaya, quienes tenían un Valor Base más alto, cayeran en sus programas, quedando 6.º y 5.º respectivamente), causó controversia entre el público general y la prensa.
Corea envió una Petición con más de dos millones de Firmas a la ISU para esclarecer el hecho, pero fue rechazada, ya que según las reglas vigentes, cualquier discordancia debe ser discutida 30 minutos después del hecho.
Sotnikova realizó un programa largo con contenido base más complejo, 7 triples, 3 combinaciones en la segunda mitad, lo cual según las reglas le daba 10% de bonificación con secuencias de paso y un giro con inusual posición (inventada por ella misma).